# Błogie Rządowe
Błogie Rządowe – wieś w Polsce położona w województwie łódzkim, w powiecie opoczyńskim, w gminie Mniszków.
| SIMC    | Nazwa    | Rodzaj    |
| ------- | -------- | --------- |
| 0545840 | Nadzieja | część wsi |

W latach 1975–1998 miejscowość administracyjnie należała do województwa piotrkowskiego.
Wieś ma charakter typowo rolniczy. Jest położona 3 km od Zalewu Sulejowskiego. We wsi znajduje się szkoła podstawowa, a przy niej punkt przedszkolny i biblioteka.
Wierni Kościoła rzymskokatolickiego należą do parafii Narodzenia NMP i św. Mikołaja w Błogich Szlacheckich.